# 斯里兰卡标准时间
斯里兰卡时区是斯里兰卡适用的时区。该时区比协调世界时快5.5小时（UTC+05:30）。斯里兰卡时区没有夏时制。
IANA时区数据库在zone.tab中包含斯里兰卡地区，名为Asia/Colombo。